# Elith Pio
Viggo Elith William Pio, född 3 juli 1887 i Köpenhamn, död 10 februari 1983, var en dansk skådespelare. Han var sondotterson till skådespelaren Carl Winsløw och son till skådespelarna William Pio och Anna Henriette Winsløw samt far till tecknaren Palle Pio.
Pio debuterade i Peter Fjeldstrups Teaterselskab 1907 och turnerade med sällskapet i Norge och Danmark 1907–1908. Därefter var han engagerad vid Frederiksberg Teater, Casino, Dagmarteatret och Betty Nansen Teatret till 1924. Han engagerades vid den fasta ensemblen vid Det Kongelige Teater 1931. Han drog sig bort från scenen 86 år gammal 1974. Han filmdebuterade 1908.

## Filmografi (urval)
- 1919 – Presidenten
- 1921 – Blade af Satans bog
- 1922 – Häxan
- 1944 – Åtta ackord
- 1947 – Soldaten och Jenny
- 1957 – Kärlek mot betalning
- 1961 – Duellen
- 1969 – Mannen som tänkte ting

## Teater

### Roller (urval)
- 1917 – Kristian VII i Stövlett-Kathrine av Dikken von der Lyhe Zernichow, regi Einar Fröberg, Intima teatern[6]

## Utmärkelser
- Riddare av Dannebrogorden,  1939[3]
- Dannebrogsmännens hederstecken,  1949[3]
- Ingenio et arti,  1971[3]

[Redigera Wikidata]